# Dowspuda (gmina)
Dowspuda (od 1973 Raczki) – dawna gmina wiejska istniejąca do 1954 roku w woj. białostockim (dzisiejsze woj. podlaskie). Nazwa gminy pochodzi od wsi Dowspuda, jednakże siedzibą gminy były Raczki.
Za Królestwa Polskiego gmina należała do powiatu augustowskiego w guberni suwalskiej. 31 maja 1870 do gminy przyłączono pozbawione praw miejskich Raczki.
W okresie międzywojennym gmina Dowspuda należała do powiatu augustowskiego w woj. białostockim. Po wojnie gmina zachowała przynależność administracyjną. Według stanu z dnia 1 lipca 1952 roku gmina składała się 25 gromad: Chomontowo, Grabowo, Grabowo Majątek, Jabłońskie, Jankielówka, Janówka, Jaśki, Lipówka, Ludwinowo, Mazurki, Mikołajówek, Moczydły, Planta, Posielanie, Pruska Mała, Pruska Wielka, Raczki, Sołdacka Słoboda, Sucha Wieś, Szkocja, Topiłówka, Witówka, Wronowo, Wysokie, Ziółkowo. Ludwinowo stanowiło eksklawę gminy Dowspuda i powiatu augustowskiego na terenie gminy Wólka i powiatu suwalskiego.
Gmina została zniesiona 29 września 1954 roku wraz z reformą wprowadzającą gromady w miejsce gmin. Jednostki nie przywrócono 1 stycznia 1973 roku po reaktywowaniu gmin. Jej dawny obszar należy obecnie do gmin Raczki i Augustów.

## Miejscowości
Miejscowości i osady na podstawie spisu powszechnego z 30 września 1921.
- Wsie: Chodorki, Chomontowo, Grabowo, Iwanówka, Jabłońskie, Jankielówka, Janówka Kościelna, Jaśki, Korytki, Lipówka, Ludwinowo, Mazurki, Mikołajówek, Moczydły, Planta, Posielanie, Pruska Mała, Pruska Wielka, Raczki, Słoboda, Sucha Wieś, Topiłówka, Witówka, Wronowo, Wysokie, Zajaśki Leśne, Ziółkowo
- Folwarki: Dowspuda, Grabowo, Nowy Dworek, Planta, Szkocja
- Osady: Mazurki Nowe, Michaliszki, Wronowo, Zabagnie
- Kolonie: Hawenlok, Podwronowo, Serebranka, Witówka
- Leśniczówki: Okół, Podlipówka, Podmoczydły, Podtopiłówek I, Podtopiłówek II, Podwitówka, Słuczanka, Ślepsk, Zajaśki Leśne, Zalesie

## Ludność
| Rok             | 1880 | 1909 | 1921 | 1946 |
| --------------- | ---- | ---- | ---- | ---- |
| Liczba ludności | 7796 | 8223 | 6037 | 5608 |